# Wilhelm von Kügelgen

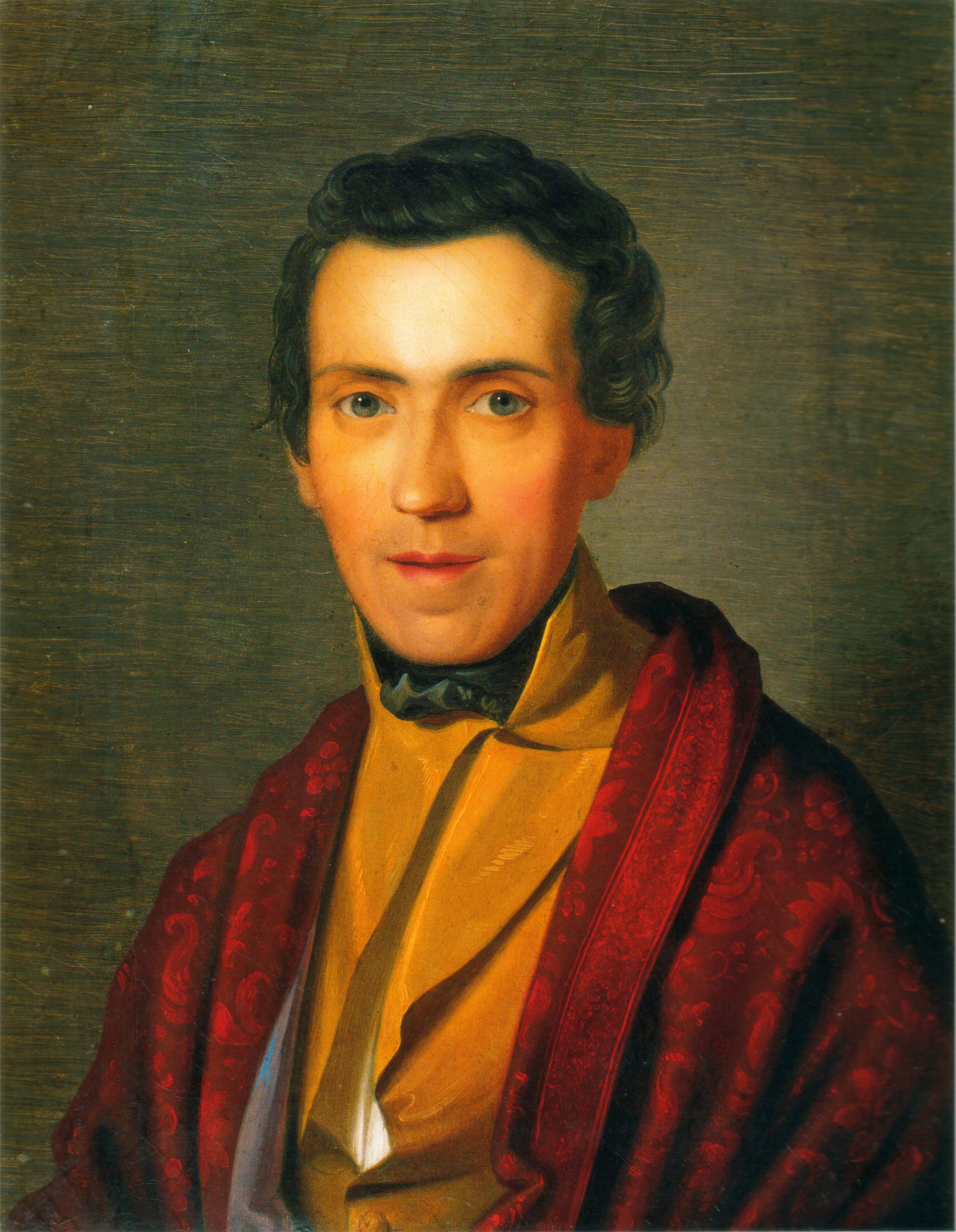
Wilhelm von Kügelgen, porträtt av Ludwig Richter, 1836.

Wilhelm von Kügelgen, född 20 november 1802 i Sankt Petersburg,   Kejsardömet Ryssland
, död 25 maj 1867 i Ballenstedt, var en tysk målare och författare. Han var son till Gerhard von Kügelgen och måg till Friedrich Adolf Krummacher.
Wilhelm von Kügelgen blev främst känd genom sina postumt utgivna Jugenerinnerungen eines alten Mannes (1870, kritisk utgåva av J. Werner 1925, svensk översättning En gammal mans ungdomsminnen 1903), som utmärks av fin iakttagelse och humoristisk blick.

## Eftermäle
Asteroiden 11313 Kügelgen är uppkallad efter honom och Gerhard von Kügelgen.